# Judrany
Judrany (lit. Judrėnai) – miasteczko na Litwie, położone w okręgu kłajpedzkim i w rejonie kłajpedzkim. Liczy 531 mieszkańców (2001). Miejscowość leży nad kilkoma rzeczkami: Judrą, Kruszwą, Widejką i Graumeną.

## Historia
Za I Rzeczypospolitej siedziba starostwa. W 1780 wystawiono tutaj drewniany kościół fundacji Siemaszki i Pulejki. Po III rozbiorze Rzeczypospolitej car Paweł I podarował Judrany Teodorowi Remezowowi, który w 1798 sprzedał majątek rosyjskiemu podpułkownikowi Tymoteuszowi Owczennikowowi. W 1805 Judrany zostały kupione przez Ignacego Bucewicza i pozostały w posiadaniu rodziny Bucewiczów herbu Korczak.